# Jalen Henry
Jalen Henry (Springfield, Illinois; 8 de enero de 1996) es un baloncestista estadounidense que pertenece a la plantilla del Budapesti Honvéd SE de la Nemzeti Bajnokság I/A de Hungría. Con 2,03 metros de estatura, juega en la posición de ala-pívot.

## Trayectoria deportiva
Es un jugador formado durante cuatro temporadas en la Universidad del Sur de Illinois en Edwardsville para jugar en la NCAA con los SIU Edwardsville Cougars. 
Tras no ser drafteado en 2018, en verano de 2018 llegó a Francia para firmar con Étoile de Charleville-Mézières y competir en la NM 1, la tercera competición del país galo.
El ala-pívot norteamericano comenzó la temporada 2020-21 en las filas del BC Nokia de la Korisliiga, en el que promedió 17 puntos, 7 rebotes y 2 asistencias por partido.
El 21 de enero de 2020 firmó un contrato por el BC Nokia de la Korisliiga.
El 23 de junio de 2020 firma por el Sporting Clube de Portugal de la Liga Portuguesa de Basquetebol.
El 16 de julio de 2023 firma con el Budapesti Honvéd SE de la Nemzeti Bajnokság I/A de Hungría.